# Hans Peter Danzer

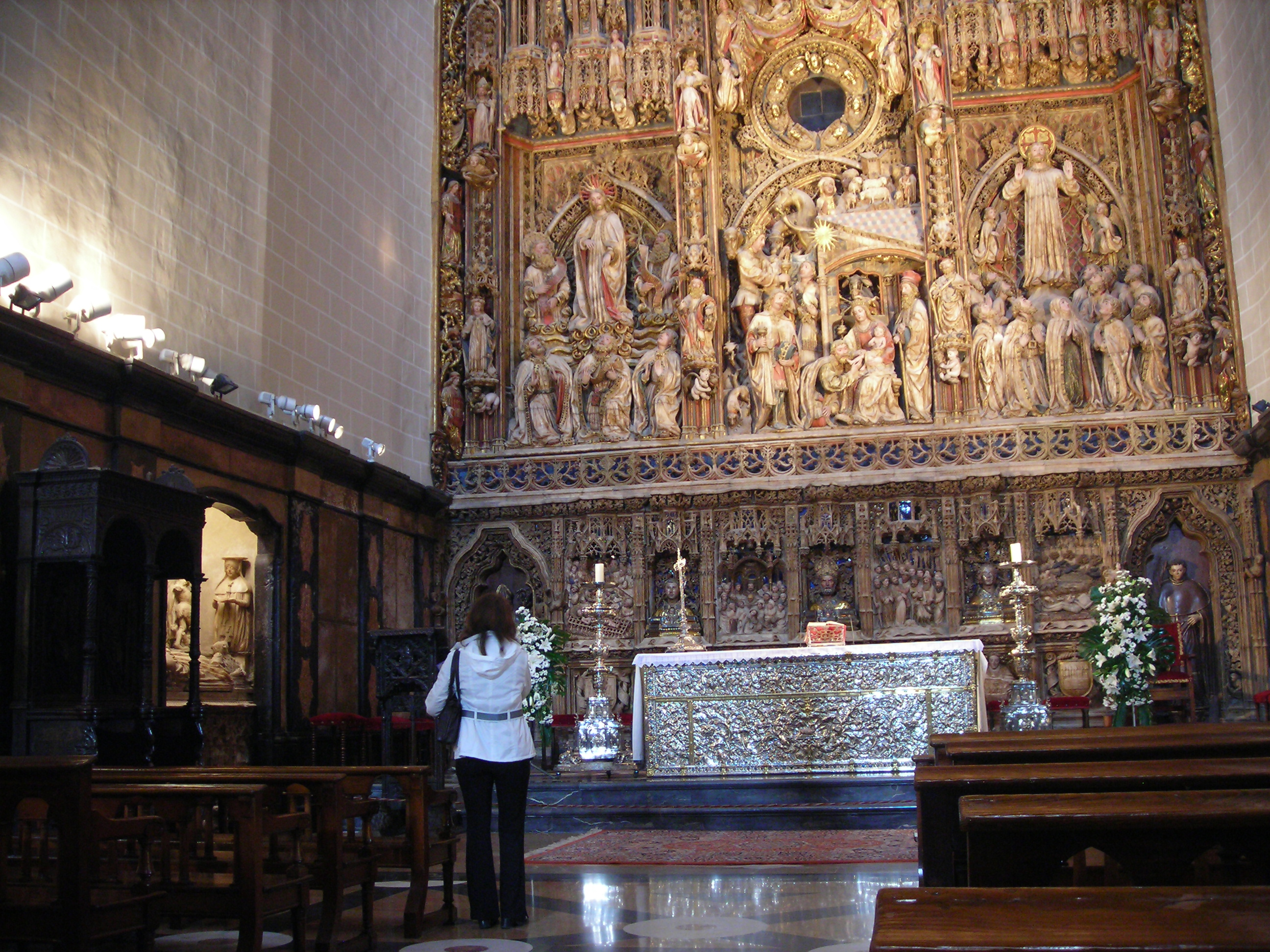
Alabasteraltar

Hans Peter Danzer – auch Hans von Gmünd, Ans Piet Danso bzw. d'Anso, Hans de Suabia – (* in Schwäbisch Gmünd, bezeugt 1467/1483) war ein in Spanien tätiger Bildhauer.
Der Nürnberger Geograph Hieronymus Münzer bezeugt die Herkunft Almanus ex Gmunda Suevie und rühmt den von ihm geschaffenen Hochaltar der Kathedrale La Seo von Saragossa, es gebe kein kostbareres Alabaster-Werk in ganz Spanien.
Das Domkapitel Saragossa schloss 1467 und 1473 zwei Werkverträge mit ihm ab.